# Сукоби на југу Србије (1999—2001)
Сукоби на југу Србије 1999—2001. су оружани сукоби нижег интензитета који су се десили у периоду 1999—2001. године, између албанске паравојне формације Ослободилачке војске Прешева, Медвеђе и Бујановца, коју државни органи Савезне Републике Југославије и Републике Србије званично сматрају терористичком организацијом, и југословенских снага безбедности на југу Србије. Ови сукоби су започели у општини Куршумлија, да би се касније углавном водили на територији општина Прешево и Бујановац, а у мањој мери и у општини Медвеђа.
У периоду од 10. јуна 1999. (од потписивања Кумановског споразума) до 31. августа 2001. године на југу Србије је извршено 1.160 терористичких напада и провокација од стране албанских терориста из ОВПМБ. Од укупног броја извршених напада, 967 је извршено на припаднике и објекте полиције, 38 на припаднике и објекте Војске Југославије и 155 на цивиле (на Србе 89, Албанце 30 и на чланове УН 36 напада).
Приликом ових напада погинуле су 30 а нестале 4 особе (од тога 12 цивила, 18 полицајаца и војника). Повређене су 102 особе (од тога 25 цивила, 61 полицајац и 16 војника). Од стране ОВПМБ отето је 45 људи (од тога 43 цивила и 2 војника). Терористи су убили 2 отета цивила, један цивил је побегао из заробљеништва, док је непозната судбина 4 цивила. Терористи су на слободу пустили 38 особа.
Крајем 1999. албанске терористичке групе отпочињу са првим нападима на полицију на југу Србије, да би се током 2000. ти напади интензивирали, чиме је отпочела криза. Готово свакодневно вршене су провокације и инциденти, отварана ватра на снаге полиције, угрожаван ред и мир, пре свега на подручју Бујановца и Прешева. Сукоби су били ниског интензитета, и углавном се сводили на повремене терористичке нападе при којима је полиција узвраћала само када су животи њених припадника били угрожени.
Новембра 2000. године припадници полиције су се, после већих сукоба са ОВПМБ, повукли са одређених контролних пунктова у Копненој зони безбедности, заузимајући одбрамбене положаје ближе Бујановцу, што је терористима омогућило да појачају људством своје јединице и тада су они заузели већину села која је полиција напустила стварајући своје базе и бункере из којих су вршили нападе и провокације.
Иако су екстремисти очекивали да ће се поновити косовски сценарио, односно интервенција НАТО-а, са променом власти у Београду променио се и однос међународне заједнице према албанским екстремистима. Команданти ОВПМБ су све озбиљније упозоравани да се неће толерисати њихов бандитизам и да ће, ако напади не престану, дозволити повратак југословенских снага у Копнену зону безбедности. Међутим, они су наставили са нападима и починили велик број злочина.
Фебруара 2001. године, када су албански терористи започели конфликт у Македонији, ОВПМБ је решио да појача своја дејства на југу Србије. Када је увидео да ситуација почиње измицати контроли, НАТО је 7. марта донео одлуку да дозволи југословенским трупама повратак у копнену зону безбедности, корак по корак. Последњи корак је остао Сектор Б, где се налазила централна група ОВПМБ, са командом у Великом Трновцу, највећем албанском селу у Србији. Савет НАТО-а је дефинитивно одлучио да дозволи повратак југословенским снагама на том сектору, а одлука је донета управо на врхунцу борби у околини Прешева средином маја 2001.
Дана 24. маја 2001. године при уласку безбедносних снага у Сектор Б убијен је један од заповедника терориста, Ридван Ћазими - Леши. Након тога југословенске Здружене снаге безбедности ушле су у последњи сектор Копнене зоне безбедности, а терористи су разоружани, чиме су се сукоби завршили.

## Позадина сукоба
Након потписивања Кумановског споразума и прекида ваздушних удара НАТО на СРЈ, ВЈ и српска полиција су се повукли са простора Косова и Метохије. Кумановским споразумом дефинисана је Копнена зона безбедности од 5 км на копну унутар централне Србије на административној линији између централне Србије и Косова и Метохије и 25 км у ваздуху. Унутар Копнене зоне безбедности јединице ВЈ нису могле да имају своје објекте и једино су полицајци у групама до 10 људи могли да се крећу само са лаким наоружањем. Оваква позиција српских органа безбедности оставила је могућност да терористи са Косова и Метохије упадају на територију централне Србије и да се унутар села са албанском већином створе терористички пунктови. Истовремено, снаге КФОР-а готово да и нису чувале административну линију са косовске стране, тако да је екстремистима било лако да се пребацују са једне на другу страну и довлаче себи залихе и оружје. Слабо наоружана и видно демотивисана, српска полиција није могла да спречи инфилтрирање терориста.

## Српске снаге
Током конфликта снаге полиције имале су релативно тешке губитке од ОВПМБ. Од 2001. у сукобима учествује и Војска Југославије. И припадници ВЈ су имали губитке највише због следећих разлога:
- Терористи су на том подручју имали неколико пута јаче снаге од полиције, док војска није могла да се креће у зони безбедности.
- Полиција у Копненој зони безбедности није могла да користи тешко наоружање него само пиштоље и аутоматско оружје и да се креће у групама до 10 полицајаца. Са друге стране, терористи ОВПМБ су поседовали минобацаче, ручне бацаче, велике залихе муниције као и бестрзајне топове.
- Током борби полиција по наређењу државног врха СРЈ углавном није узвраћала ватру и покушавала је да избегне губитке трпећи ватру терориста.
- Албански терористи су већину губитака српској полицији нанели не отвореном борбом пешадијским оружјем, него готово свакодневним минобацачким нападима и нападима из ручних бацача. Од таквих напада полицајци су тешко могли да се одбране и нису могли да одговоре на нападе јер су терористи били доста удаљени и добро сакривени.
- На страни терориста биле су и мине које су постављали по локалним путевима тако да је кретање полицијских возила, обезбеђивање пунктова и довлачење појачања било знатно отежано.

С друге стране, војска и полиција су терористима наносиле губитке дејствујући искључиво пешадијским наоружањем, не желећи да буду оптужене за прекомерну употребу силе, и готово увек само ради заштите сопствених живота.

## ОВПМБ
Албанска паравојно-терористичка организација ОВПМБ је током борби изводила највише минобацачке нападе и нападе из аутоматског наоружања. Многи терористи су имали ратно искуство стечено у борбама на Косову 1998—1999. године и сада су на југу Србије изводили пресликане нападе. Из својих пограничних база на Косову као и из албанских села на југу Србије изводили су готово свакодневне нападе на полицију, војску и цивилно становништво. На подручју југа Србије деловало је пет бригада терориста, поређаних по редним бројевима од 111. до 115. Главни командант био је Шефкет Муслију.
На подручју Бујановца дејствовала је 111. и 112. бригада ОВПМБ под командом Ридвана Ћазимија и Самија Хаџијуа. Такође, на подручју ове општине дејствовала је и тзв. Чарска група (114. бригада) којом је командовао Мухамед Џемаиљи. Све укупно, здружене терористичке снаге су имале највише 1.500 људи, а штабови су се налазили у селима Добросин и Чар.
На подручју Прешева деловале су 113. и 115. бригада ОВПМБ под командом Мустафе Шаћирија. Овде се налазило највише 1.000 људи, а команда је била у селу Сефер. Групација терориста из овог сектора специјализовала се за отмице на пунктовима Церевајка и Мучибаба, али и за нападе на припаднике војске и полиције унутар и изван Копнене зоне безбедности.

## Прве терористичке акције ОВПМБ
21. новембра 1999. на припаднике полиције на безбедносном пункту Преполац, општина Куршумлија, извршен је у 03.20 часова терористички напад. Патрола је затражила помоћ од ОУП Куршумлија, која је упутила два специјална возила. Око 07.00 часова почело је повлачење људства. На регионалном путу Куршумлијска Бања - Подујево службено возило задњим левим точком нагазило је на постављену противтенковску мину, која је експлодирала. Од дејства противтенковске мине живот су изгубили полицајци Живорад Пантовић (1969) и Јовица Јанићијевић (1969), а тешке телесне повреде задобили су полицајци: Радиша Танасковић, Дејан Пешић, Славољуб Пауновић, Саша Саковић, Милован Недељковић и Миленко Стругар (1970) - подлегао повредама 8. децембра 1999. на ВМА у Београду.
23. новембра 1999. на магистралном путу Бујановац - Гњилане, у селу Кончуљ код махале Брешић, албански терористи извршили су оружани напад на припаднике полиције. Два припадника полиције теже су рањена и то: помоћник командира полиције у Врању Часлав Ивковић и полицајац Зоран Стојиљковић, а оштећено је службено возило.
16. јануара 2000. три Србина убијена су од стране терориста код села Пасјане на Косову, недалеко од Гњилана, на повратку из Бујановца.
17. јануара 2000. у селу Муховац убијен је од стране терориста директор тамошње основне школе Ћемаљ Мустафи (1947), потпредседник општинског одбора СПС-а у Бујановцу, јер је радио у институцијама Србије и био њен лојални грађанин. Изрешетан је са четрдесет осам метака. То је био пример за Албанце како ће проћи свако ко не жели да сарађује са њиховим наоружаним групама.
26. јануара 2000. у селу Добросин, општина Бујановац, албански терористи извршили су напад пушкомитраљезима, снајперима и другим аутоматским оружјем на патролу полиције. Полицајац Жарко Губеринић је лакше повређен. У одговору полиције вероватно су грешком или у унакрсној ватри убијени браћа Иса (1964) и Шаип (1968) Шаћипи, који су се приближавали селу у трактору пуном дрва. На сахрани браће Шаћипи три дана касније било је неколико хиљада Албанаца, а десетак њих је носило војне униформе са обележјима ОВПМБ, што је било њихово прво појављивање у јавности.
12. фебруара 2000. у центру села Летовица, општина Бујановац, албански терористи убили су Ејупа Хасанија (1944), ловочувара Ловачког друштва "Голуб" из Бујановца. Албански терористи су Хасанија везали, а након тога га извукли из куће и убили са тринаест метака.
26. фебруара 2000. у нападу на полицију код села Кончуљ, општина Бујановац, из заседе, коришћењем аутоматског оружја и ручних бомби, убијен је мајор полиције Славиша Димитријевић (1968), а три полицајца су рањена - Срећко Радивојевић, Горан Димчић и Драган Филиповић (1965) који је од задобијених повреда касније преминуо. У одговору полиције на напад погинуо је и један од нападача, терориста из ОВПМБ, Фатмир Ибиши (1964).

## Интензивирање напада ОВПМБ 2000. године
4. aприла 2000. у околини Добросина убијен је припадник ОВПМБ Исмет Алију (1981).
21. априла 2000. албански терористи извршили су оружани напад на локалну полицијску патролу у селу Ђорђевац, општина Бујановац. Последица по полицију није било, а при одговору на напад убијена су двојица терориста - Шериф Јонузи (1978) и Енвер Бајрами (1976). Истог дана, око 23.50 часова, из правца КиМ, албански терористи извршили су минобацачки напад код села Кончуљ, махала Брешић, на патролу полиције, која је обезбеђивала санитетско возило којим је превожена болесна једногодишње беба, Сања Ковачевић из Штрпца. Она је била упућена на лечење у Врање. Лаке телесне повреде задобили су полицајци Бранислав Џуваревић и Горан Величковић.
19. маја 2000. у сукобу са полицијом смртно је рањен терориста ОВПМБ Арбен Рамадани (1981), док је илегално прелазио границу са својим стрицем на брду Кодра е Гареш, изнад села Мађере, општина Прешево. У покушају да му се спасе живот, амерички контингент КФОР-а га је хеликоптером пребацио у болницу базе Бондстил, али је недуго затим преминуо од унутрашњег крварења.
8. јуна 2000. у селу Кончуљ, на делу сеоског пута који води ка селу Добросин, у непосредној близини Основне школе, теренско возило са 5 припадника локалне полиције, нагазило је предњим левим точком на постављену противтенковску мину. Тешке телесне повреде задобио је полицајац Верољуб Станковић, а лаке телесне повреде Саша Маринковић, Хранислав Стошић, Горан Стајић и Горан Спасов. Широм претрагом терена пронађене су још две противтенковске мине постављене на путу.
21. јуна 2000. отети су од стране терориста једини српски становници села Мали Трновац, општина Бујановац, Владо Милетић (1920) и његова ћерка Перса (1945). Полиција у њиховој кући пронашла трагове крви и чауре од метака. Судбина несталих није расветљена.
17. јула 2000. албански терористи из правца Добросина, извршили су минобацачки напад са 20 граната на припаднике полиције на безбедносном пункту Кончуљ. Тешке телесне повреде задобио је полицајац Мирослав Бањац, а лаке Саша Савић и Милан Јовановић. Извршен је и напад са 15 граната на положаје полиције изнад села Кончуљ.
18. јула 2000. албански терористи из правца Добросина, извршили су минобацачки напад са 50 граната на припаднике полиције на безбедносном пункту Добросин. Лаке телесне повреде задобили су полицајци Живодраг Васић и Веселин Бешовић. Напад је поновљен са седам граната.
12. августа 2000. Зоран Томић из села Лопардинце, општина Бујановац, и његов брат од ујака Горан Станковић из села Доморовце, општина Гњилане нестали су у селу Одановце, општина Каменица, Косово, где су трактором отишли да купе бензин. Кости Зорана Томића нашла је ВЈ у каменолому у селу Брезница, у децембру 2001. године. На истом месту, у децембру 2004. године патолози Републике Србије нашли су кости Горана Станковића. ДНК анализом је утврђено да припадају њима.
19. септембра 2000. око 07.40 часова, албански терористи извршили су оружани напад из аутоматског оружја и ручних бацача на припаднике локалне полиције у селу Добросин. У 07.45 часова, око 100 терориста извршило је напад на припаднике полиције, који су се повукли са безбедносног пункта Добросин. У сукобима су погинула тројица терориста ОВПМБ - Шкељзен Краснићи (1980), Екрем Хоџа (1977), обојица бивши учесници рата на Косову у редовима ОВК, као и Бетим Бериша (1981).
13. октобра 2000. у 10.50 часова, на делу локалног пута који од села Велики Трновац води ка селу Мали Трновац, на удаљености око 800 метара од безбедносног пункта Рудник, службено теренско возило, у коме је било 8 припадника локалне полиције, нагазило је задњим левим точком на противтенковску мину коју су поставили албански терористи. Услед дејства мине начињен је кратер дубине 60 cm. Повређеним припадницима полиције у помоћ су притекли полицајци са безбедносног пункта Рудник, и том приликом у 11.30 часова, службено теренско возило у коме је био само возач, нагазило је на другу противтенковску мину. Погинули су полицајци Драган Јоксимовић (1978) и Јовица Стојановић (1970), тешке телесне повреде задобили су Саша Радовановић, Горан Радисављевић, обојица са повредама екстремитета опасним по живот, Мирко Вукомановић, Себастијан Мирковић, Горан Вукашиновић и Радиша Баловић, а лаке телесне повреде задобили су Владица Маринков, Ивица Ивановић, Јоца Јањић, Зоран Николић и Саша Радовановић.
10. новембра 2000. у селу Мали Трновац, на делу локалног пута ка селу Велики Трновац, полицијско теренско возило, којим је управљао Ивица Божиновић (1964), наишло је на противтенковску мину постављену од стране албанских терориста. Божиновић је задобио тешке телесне повреде од којих је преминуо на путу до Дома здравља у Бујановцу.
19. новембра 2000. албански терористи су извршили први већи синхронизовани напад на полицију на југу Србије. Нападнути су положаји полиције на пунктовима Добросин и Кончуљ, као и на котама Осоје, Мечја Глава и Девојачка чука. На пункт Добросин извршен је напад из правца Високог била са 25 мина из минобацача и из стрељачког наоружања. На пункт Кончуљ извршен је напад са 5 мина из минобацача, као и рафалима из аутоматског оружја и бровинга. На полицијски положај Осоје испаљено је око 15 мина из минобацача, приликом чега је погођена осматрачница коју су терористи покушали да заузму и вођена је борба на растојању од 150 метара. На позицију Мечја Глава извршен је напад са 5 минобацачких мина а на коту Девојачка чука извршен је напад стрељачким наоружањем. Ове борбе су трајале током целог дана, све до 17.00 часова, када су напади окончани без последица и по терористе и по припаднике полиције. Током борби терористима су стизала појачања са Косова. Иако наоружани слабим пешадијским наоружањем, на шта их обавезује Кумановски споразум, полицајци су успели да одбију неколико жестоких напада.

## Ескалација кризе 21. новембра 2000.
21. новембра 2000. започела је велика офанзива ОВПМБ на југу Србије. Тог дана се око 500 терориста, који су били неупоредиво боље наоружани од полиције, несметано убацило са Косова у општину Бујановац и поред присуства јаких снага америчког контингента КФОР-а уз административну линију Србије и Косова. У времену од 12.25 до 17.00 часова албански терористи извршили су синхронизоване нападе на безбедносни пункт Добросин, припаднике локалне полиције на месту Девојачка Чука, и припаднике локалне полиције на месту Осоје. У 12.25, 12.56 и 15.30 часова извршени су напади на безбедносни пункт Добросин и то из минобацача, аутоматског и снајперског оружја, бровинга и митраљезима, када је у два наврата са више од пет мина погођена осматрачница Гропи. У 12.48 часова извршен је напад из минобацача, пешадијског наоружања, митраљеза и бровинга, на положаје локалне полиције Девојачка Чука, а у 13.30 сати из минобацача дејствовано је на положаје припадника полиције Осоје. Због јаких дејстава припадници полиције били су приморани да се повуку са комуникација Кончуљ - Лучане - Бујановац, дуж ширине пута. Приликом повлачења на припаднике полиције уследио је жесток пешадијски напад из ширег рејона Туштице, Високог Била и испод ТТ 617, када је заузет полицијски пункт на Гропи. У овом нападу терористи су заробили полицајце Душка Глигорићa (1960), Душка Ђоковићa (1978) и Цветана Јовановa (1965), одвели их у свој логор на подручју Косова где су их зверски мучили и на крају ликвидирали.
Полицијско повлачење је било отежано и успорено због непознавања терена. Око 17.00 часова завршено је извлачење људства. У овим нападима лаке телесне повреде задобили су полицајци: Икодиновић Небојша, Бабић Миљко, Стојковић Драган, Поповић Златан и Милосављевић Милић, који су задобили повреде од гелера. Након овог напада припадници полиције повучени су из Копнене зоне безбедности општине Бујановац како би се спречили даљи сукоби и реорганизовале јединице полиције. Тако су терористи заузели подрује у околини Добросина, Лучана, Кончуља, Малог Трновца и Брезнице, као и 4 полицијска пункта. Измасакрирана тела тројице полицајаца КФОР и Међународни Црвени крст предали су нашим властима 25. новембра исте године.
Након завршетка ових сукоба, у ноћи 21-22. новембар, поред припадника америчког контингента КФОР-а прошло је око 1.000 терориста наоружаних до зуба, и упало на шире подручје Бујановца. Међу њима су били и Албанци из западноевропских земаља, из Албаније и са Косова, као и муџахедини са Блиског истока. Одмах су извршили присилну мобилизацију албанских војно способних мушкараца старијих од 18 година. Преузимали су приватна возила и све то слали у прве борбене редове. Недуго затим, команда ОВПМБ је најавила да ће се на дан албанске заставе 28. новембра њихова застава завијорити и у Бујановцу, чиме су додатно заоштрили ситуацију.
Влада СРЈ је поводом ових сукоба затражила хитну седницу СБ УН на којој би били осуђени напади. Председник СРЈ Војислав Коштуница писао је генералном секретару НАТО Џорџу Робертсону са очекивањем да КФОР више неће дозвољавати упаде на југ Србије и сличне инциденте. НАТО је у свом седишту у Бриселу истакао да се противи упадима ОВПМБ, док је КФОР са друге стране најавио да неће толерисати евентуална дејства ВЈ у Копненој зони безбедности. Борбе су запале у пат-позицију после доласка ЈСО као и војних и полицијских појачања на југ Србије.

## ДолазакЈСОна југ Србије
Пристизање појачања на југ Србије након ескалације сукоба у виду ЈСО описао је Раде Марковић, тадашњи начелник Државне безбедности, у књизи Злочин без казне:
Након тог масакра (21. новембар), полицајци су одбили да и даље патролирају тим регионима који су називали Прешевском долином, напустили су базе и положаје које су држали и вратили се у своје матичне јединице. То је било класично отказивање послушности услед неадекватне команде и неопходних мера заштите. Њихова реакција не треба да чуди јер су се полицајци осећали као глинени голубови, без јасног наређења и адекватног руководства.
Реакција српског живља у том тренутку била је захтев да им се подели оружје да би се сами бранили од шиптарских терориста, који су заузели положаје изнад села Велики Трновац на самом прагу Бујановца. Било је питање тренутка када ће схватити да су се припадници МУП повукли и да им је пут до Бујановца, Прешева и Медвеђе слободан.
Председник Коштуница ме је позвао и питао шта може да учини Државна Безбедност на смиривању узавреле ситуације на југу Србије. Упознао сам Коштуницу са могућностима РДБ-а. У то време Јединица за специјалне операције је имала у саставу око 150-200 борбено способних припадника. Територију на југу Србије је до повлачења покривало између 700 и 800 припадника МУП-а. По нашој процени, терористи су били далеко бројнији и веома добро наоружани. У свом залеђу су имали могућност брзог ангажовања великог броја терориста из бившег састава ОВК. Времена за детаљније безбедносне процене није било, знао сам да је сваки тренутак драгоцен.
Рекао сам Коштуници да ће се ЈСО упутити у рејон Бујановца - Прешева - Медвеђе још у току те ноћи, али да то не може бити и дефинитивно решење проблема. То може само да купи неко време док се поново не успостави контрола тог региона од стране МУП-а и Војске. Упознао сам команданта ЈСО, пуковника Улемека, са задатком и свим могућим проблемима који из тог задатка могу произићи. Без његове одлуке није било могуће покренути ЈСО. Улемек је саслушао о чему се ради и истог тренутка донео одлуку да се јединица у пуном борбеном саставу упути на југ Србије.
Јединица је покренута у неколико наредних сати. Сви припадници су прихватили задатака. Чак и они болесни, тражили су да иду са својим друговима. Њих није потребно мотивисати када је у питању заштита своје земље, свог народа. Конвој оклопних борбених „Хамера“ кретао се ка Бујановцу у немој тишини. Пред само свитање смо стали на прилаз Бујановцу. Јединица је подигла оклопе, припадници ставили шлемове и панцире, оружје на готовс. У борбеном поретку колона је кренула ка положајима терориста. Бука „Хамера“ пробудила је уснуле житеље Бујановца.
На првој линији, пар стотина метара од успаничених терориста, наишли смо на мању групу припадника МУП-а, којом је командовао Горан Радосављевић-Гури. Они се нису повукли, али су били свесни да не могу зауставити терористе. Када су видели „Хамере“ и Легију, видео сам да им је „пао камен са срца“. Од њих смо добили детаљне информације о терористима, што нам је омогућило да прибегнемо најефикаснијој стратегији.
Терористи никако нису смели да сазнају наше бројно стање. Сталним кретањем у њиховом видокругу остављали смо утисак да нас има пуно више. Припадници Јединице ставили су на главе своје црвене беретке, што је сигурно крајње дестимулативно деловало на терористе јер су сада знали ко је између њих и Бујановца. Обавештајци су у току ноћи прикупили потребна сазнања дешифрујући радио везу терориста. Извиђачи су у току ноћи пришли до самих положаја терориста који су показивали велику нервозу и стално тражили појачање. Део јединица је смештен на одмор, успостављена је контрола на целом потезу Прешево - Бујановац - Медвеђа.
Након два дана, без икакве најаве, појавило се неколико тенкова војске СРЈ. Распоредили су се на пунктовима које је држао ЈСО јер нису имали своју пешадијску заштиту. Сада нам је било мало лакше, јер ако су терористи и намеравали да се сукобе са нама, морали би да рачунају и на велику ватрену моћ коју су имали тенкови. Након пар дана почели су да стижу и припадници полиције. Поверење које су имали у припаднике ЈСО-а, изграђено на Косову, било је довољно да пристану да се врате на своје задатке. Полако се успостављало стање које је било и пре напуштања положаја.
Специјалци ЈСО-а су успоставили базу у Добрим водама код Врања. Заједно са полицајцима под командом Горана Радосављевића и са војним специјалцима Небојше Павковића поново је успостављена контрола над безбедносном ситуацијом на југу Србије. Офанзива ОВПМБ је окончана и до краја 2000. године на подручју Бујановца није дошло до озбиљнијих сукоба.

## Формирање Координационог тела за југ Србије
24. новембра 2000. КФОР саопштава да су албански терористи објавили прекид ватре и примирје.
27. новембра 2000. полиција се враћа без борбе на своје пунктове у источном делу села Лучана, док су контролу над западним делом, преко обале реке, држали екстремисти.
9. децембра 2000. политичко крило ОВПМБ затражило од НАТО да интервенише у Прешевској долини, како би се "заштитило угрожено албанско становништво".
16. децембра 2000. Влада Савезне Републике Југославије и Влада Републике Србије, на заједничкој седници у Бујановцу, образовале су Координационо тело за општине Прешево, Бујановац и Медвеђа, на челу са Небојшом Човићем, потпредседником Владе Србије, са основном функцијом да буде спона између локалних заједница и централне власти, и да на дипломатски начин покуша да договори прекид сукоба са наоружаним Албанцима. Касније ће се показати да је Координационо тело одиграло пресудну улогу у стицању поверења међународне заједнице чиме су терористи онемогућени у намери да изазову НАТО интервенцију као на Косову 1999. године.
30. децембра председник Координационог тела за Прешево, Бујановац и Медвеђу, Небојша Човић, и политички саветник команданта КФОР-а Шон Саливан, саопштили су да је постигнут договор да ОВПМБ уклони пункт на излазу из Великог Трновца, а да ће полиција уклонити свој пункт на улазу у исто село. Такође, договорено је да ће: 1) на постојећем пункту МУП-а бити присутна локална саобраћајна полиција, 2) редовно патролирање снага безбедности у Великом Трновцу отпочети после договора представника села Велики Трновац и локалне власти општине Бујановац, 3) бити осигурана слобода кретања на путу Бујановац-Кончуљ-Гњилане и 4) да се ни једна ни друга страна неће служити насиљем. Екстремисти су, међутим, ускоро наставили са провокацијама како би изазвали реакцију друге стране и представили себе као жртве "српске репресије".
17. јануара 2001. командант Главног штаба ОВПМБ Шефкет Муслију потписао је саопштење у којем тврди да је источно Косово (југ Србије) коначно слободно, али да је и даље неопходна помоћ и подршка патриота из дијаспоре и браће са Косова.
20. јануара 2001. приликом напада албанских терориста на патролу ВЈ јужно од села Рајинце, општина Прешево, рањен је војник Дражен Радовановић, који је први налетео на заседу терориста. Иако рањен, прихватио је борбу и успео да се одбрани, а војници су на ватру одговорили и одбили напад након чега су се терористи разбежали.

## Упоредо са почетком конфликта у Македонији, почињемали ратна југу Србије
Са почетком побуне у Македонији, албански сепаратисти и терористи одлучили су да појачају дејства и на југу Србије, како би отворили албанско питање и покушали да створе јединствене албанске територије.
26. јануара 2001. у сукобу са полицијом код Великог Трновца убијен је терориста Бесим Фаику (1978).
26. јануара 2001. на путу за болницу преминуо је војник ВЈ Драган Димитријевић (1971), који је рањен у сукобу са великом групом албанских терориста у рејону Големог брда код села Горња Шушаја, општина Прешево, на самом ободу Копнене зоне безбедности. То је први војник који је страдао у сукобима на југу Србије.
28. јануара 2001. у нападу наоружаних Албанаца из ОВПМБ на положаје војске код села Горња Шушаја, општина Прешево, рањена су четири припадника ВЈ – Игор Станковић, Харис Крлић, Раденко Симоновић и Воја Николић. Рањени су од пројектила из ручног бацача који је погодио возило у којем су се налазили. Рањен је и цивил Ненад Митић кога је снајперски хитац погодио у груди.

### Фебруар 2001.
4. фебруара 2001. терористи изводе велике нападе на МУП и ВЈ код Лучана и Великог Трновца, најжешће од 21. новембра прошле године. Од силина детонација, око сат времена тресла су се стакла на кућама у Бујановцу, због чега је локално становништво изашло на улице. Детонације су се чуле и у Врању, које је удаљено од Бујановца 22 километра. Снаге безбедности су на нападе жестоко одговориле и по њих није било последица. У селу Лучане је примећена већа концентрација наоружаних Албанаца који су пристигли са КиМ.
6. фебруара 2001. Влада Србије је усвојила план и програм решавања кризе познат као Човићев план, а наредног дана усвојила га је и Савезна Влада. Човићевим планом је одређено, између осталог, и успостављање мира и безбедности у региону, интеграција Албанаца у политички, државни и друштвени систем Србије, економски и социјални развој региона, демилитаризација Лучана и Великог Трновца, као и амнестија за све терористе који положе оружје и предају се.
16. фебруара 2001. у више градова на КиМ осванули су плакати којима се позивају Албанци старији од 18 и млађи од 48 година, да се јаве у локалне штабове ОВК ради мобилизације првог степена, под претњом казне затвора за оне који се не одазову. Они из Косовског Поморавља позвани су да се јаве у штабове ОВПМБ.
16. фебруара 2001. у терористичком бомбашком нападу албанских терориста на аутобус недалеко од Подујева погинуло је 12 особа српске националности, а 42 је лакше и теже повређено.
18. фебруара 2001. тројица припадника МУП-а Србије погинула су у 09.33 часова када је њихово возило нагазило на две противтенковске мине, на изласку из села Лучане, општина Бујановац. Погинули су Миломир Јеремић (1957), Миленко Живковић (1972) и Бобан Митић (1976). Сва тројица су били учесници ратних дејстава на Космету 1998-99. Две експлозивне направе поставила је, претходне ноћи, терористичка тројка којом је директно руководио Бајрам Арифи из села Турија, општина Бујановац. Од силине експлозије делови возила распршили су се у пречнику од око 200 метара. Приликом експлозије направљен је кратер дубине 1.5 и ширине 2 метра, што указује да је употребљено најмање 10 kg експлозива.
18. фебруара 2001. око 17.00 часова терористи су напали припаднике МУП-а који су уклањали олупину џипа на месту погибије тројице колега код села Лучана. Напад је настављен и на пункт полиције у том селу ватром из снајпера и минобацача, а полиција је одговорила. Том приликом ликвидиран је терориста ОВПМБ Артан Абази (1981) познат као командант Мираточа, а рањена су двојица терориста.
21. фебруара 2001. рањен је војник ВЈ Срђан Вукајловић приликом напада терориста у рејону Кокошарника, Букових ливада и Шушајског рита, село Буковац, општина Прешево.
22. фебруара 2001. у сукобу са полицијом код Кончуља погинуо терориста Веби Реџепи (1955).

### Март 2001.
4. марта 2001. терористи ОВПМБ заробили су Сузану, Стојанчу и Небојшу Петровић као и Драгана Илића, Србе цивиле из села Доње Жапско, општина Врање. Држани су у затвору ОВПМБ у Брезници 41 дан. За време заточеништва батинани су да признају да су шпијуни које је српска власт послала да минирају џамију у Великом Трновцу. Ослобођени су посредством КФОР-а.
7. марта 2001. три војника ВЈ су погинула, а један официр је рањен, када је њихово возило око 13.45 часова налетело на противтенковску мину на брду изнад села Ораовица, општина Прешево. Погинули су Миле Ђенадио (1948), Дејан Павловић (1980) и Вукајло Лазаревић (1973), а рањен пуковник Владимир Ристић. Њихово возило је претходног дана туда већ прошло и ништа се није догодило, тако да је највероватније у току ноћи постављена мина од стране терориста да би при повратку војника дошло до експлозије.
9. марта 2001. полицајац Станко Миладиновић (1962) убијен је у снајперском нападу наоружаних албанских екстремиста на положаје полиције у селу Лучане. Миладиновића, је погодио у главу иза левог уха и тешко га ранио, касније је подлегао повредама. Рањена су тројица полицајаца – Војислав Зец и Александар Белопавловић су задобили повреде очију, а лакше је рањен Ненад Митровић, коме је помоћ указана на месту рањавања и који је остао у борби не желећи да напусти положај. Најмање тројица екстремиста су рањена.
9. и 10. марта 2001. године припаднике МУП-а Србије и ВЈ напале су терористичке групе у ширем рејону села Лучане и Турија |(Бујановац)]]. Припадници 78. мтбр пружили су ватрену подршку нападнутим снагама и сарадња између ВЈ и МУП-а Србије је била на високом нивоу. Припадници 52. мабр такође су током припрема и касније, у току извођења противтерористичке операције, били у готовости за ватрену подршку снагама МУП-а Србије и јединицама ВЈ ангазованим на задњем ободу Копнене зоне безбедности и јединицама за специјална дејства ВЈ и интервентним снагама МУП-а при извођењу противтерористичке операције. Поред свега Артиљеријске осматрачнице 52 мабр на задњем ободу копнене зоне безбедности показале су се корисним о осматрању и прикупљању података о стању у копненој зони безбедности. Командант 52 мабр био је пуковник Петар Јовановић, а начелник штаба био је потпуковник Милорад Секуловић.
12. марта 2001. потписан споразум о прекиду ватре на југу Србије. Документ је прво потписан са албанском страном а потписао га је Шефкет Муслију, а нешто касније исто је учинио и шеф државног координационог тела Небојша Човић. Медијатор и гарант ових потписа је специјални изасланик НАТО Питер Фејт.
14. марта 2001. југословенске снаге безбедности разместиле су се у Копненој зони безбедности уз границу са Македонијом, како би се спречио прелазак терориста у Македонију.
17. марта 2001. тешко су повређена два полицајца – Бојан Живковић и Александар Вуковић, када је њихово возило нагазило на противтенковску мину код села Рајинце, општина Прешево. Александар Вуковић је задобио повреду главе, док је Бојану Живковићу ампутирана лева нога испод колена.
21. марта 2001. Војнике Милију Бјелојицу и Сашу Булатовића, заробили су припадници ОВПМБ на путу од Бујановца према Великом Трновцу. Били су заточени 30 дана у затвору ОВПМБ у Доњој Брезници. Ослобођени су посредством КФОР-а. На њима су били видљиви трагови батинања.
23. марта 2001. приликом напада наоружаних Албанаца минобацачима и стрељачким наоружањем на полицијски пункт Церевајка, општина Прешево, погинуо је припадник ОВПМП Даут Сулејмани (1984). Највероватније је погинуо устреливши сам себе несрећним случајем, јер снаге полиције, по речима шефа Координационог тела за југ Србије Небојше Човића, нису дејствовале. По другој верзији убијен је од снајперског метка који је испалила полиција.
25. марта 2001. у вишесатном нападу терориста на пункт Церевајка лакше је рањен полицајац Саша Тасић, задобивши прострелну рану у нози.
26. марта 2001. на безбедносни пункт на Церевајки албански терористи су дејствовали минобацачима, тешким митраљезима и другим стрељачким наоружањем. После овог жестоког напада, снаге безбедности биле су принуђене да одговоре. Тада је снајперским метком ликвидиран високи официр ОВПМБ и један од команданата јужног сектора терориста Нијази Аземи (1970), познат као командант Мјекра.
27. марта 2001. у акцији постављања мина намењених југословенским снагама безбедности у пределу села Муховац и Чар, погинуо је командант диверзантске групе терориста Агим Ељшани (1975), а рањен је још један терориста.
28. марта 2001. у нападу албанских екстремиста у близини школе у Церевајки, рањен је полицајац Ђорђе Зарин.

### Април 2001.
3. априла 2001. полицајац Рајица Петровић (1978) је погинуо, а полицајци Младен Шипка, Дејан Младеновић и Владимир Лојаница су рањени када је њихово возило налетело на противтенковску мину коју су поставили албански терористи недалеко од врха Орлова Чука, 15-ак километара од Врања, близу административне линије са Косовом.
11. априла 2001. у нападу албанских екстремиста на припаднике руског КФОР-а у косовском селу Жуја, близу административне линије према Медвеђи, од снајперског метка који га је погодио у главу, погинуо је војник Михаил Шујцев (1979).
16. априла 2001. на полицијском пункту на врху Свети Илија (1274м), 6 километара од Врања, приликом напада терориста ватром из минобацача и бестрзајних топова лакше је рањен полицајац Мирко Максимовић. Задобио је две ране од гелера у пределу грудног коша и леђа. На овај напад из правца села Ђорђевац полиција је одговорила. Вероватно је том приликом смртно рањен терориста Бесим Маздреку (1981) који је преминуо следећег дана.
22. априла 2001. снаге безбедности су током окршаја са терористима у селу Буковац, општина Прешево, снајперским хицем ликвидирале припадника ОВПМБ Кенана Рахимија (1978).
29. априла 2001. тројица војника ВЈ - Славољуб Китановић, Дејан Анђелковић и Бобан Димитријевић, лакше су рањени када је њихово возило наишло на мину на једном локалном путу на југу Србије. Касније су инжињеријске јединице пронашле још једну мину на истом путу.

## Завршетак сукоба и разоружавање терориста
11. маја 2001. погинуо је припадник ОВПМБ Хисен Салиху (1979) у селу Мађере, општина Прешево, непознато да ли у сукобу са снагама безбедности или у међусобним обрачунима албанских фракција. Међусобних обрачуна, одбијања наређења и подела међу терористима пред крај конфликта било пуно јер су полако губили морал суочени скорим уласком југословенских снага у целокупну Копнену зону безбедности.
11. maja 2001. Екстремни део ОВПМБ, на челу са Мустафом Шаћиријем командантом 115. бригаде, настојао је да спречи замисао КФОР-а и ЗСБ да изврши постепени улазак и поседање сектора "Б" Копнене зоне безбедности. Организовао је довођење терористичких група из села Буковац, Мађере и Госпођинце (КЗБ) у село Ораовица, које се налази непосредно уз Прешево а у близини задњег обода Копнене зоне безбедности. Ораовица је једно од највећих села у општини Прешево, насељено Албанским становништвом. Имала је доста војно способних становника која су била у ОВК на Косову и Метохији. Ноћу су светла у селу била погашена. Чули су се покрети људи и возила, али и повремена пуцњава. Било је међусобних обрачуна и претњи. За кратко време извршена је блокада села. Изграђено је више бункера и заклона за дејство и заштиту, постављене су препреке и заведен је војни режим контроле села и комуникације које воде ка њему. Циљ довођења терористичких група била је припрема оружане побуне народа у селу као и у осталим селима општине Прешево, а потом и у самом Прешеву]]. Циљ је требало реализовати блокирањем и пресецањем комуникација које воде ка рејонима размештаја јединица ЗСБ у околини Прешева и каснијом контролом комуникација магистралног пута Ниш-Врање-Куманово-Скопље.
12. маја 2001. 12, maj. Свакодневне оружане провокације и напади терористичких група, почев још у априлу, усмерени према положајима ЗСБ кулминирали су у јужном делу сектора "Б" КЗБ-а 11. маја 2001. године у поподневним часовима. Тада је почео главни напад на припаднике ЗСБ. Под окриљем ноћи, у село су претходних дана стизале терористичке групе. Истовремено, у селу је био активиран и резервни састав. Како би изазвали гнев локалног становништва, али и светске јавности, отворили су ватру на село, и то по својим сународницима. Блокирањем комуникација које воде према селу, пре свега из правца Прешева али и из села Црнотинце ЗСБ нашао се у делимичној блокади. Редовни дотур хране и воде је био онемогућен.
12. маја 2001. Истог дана, касно поподне, јединице за специјална дејства ОГ "југ" покушала су да заобилазним путем преко Кишинских трла притекну у помоћ. Први покушај јединице за сп. деј. није успео, откривени су са осматрачница на млину у с. Ораовица и са доминантног виса Љоки мал. Није било нужно да се излажу унакрсној ватри и ризику да се упадне у заседу. Сутрадан су поново покушали са друге стране преко Оравичког језера, и успели су. Преко тешко проходног терена успели су донети неопходне залихе хране и воде.
12. маја 2001. погинуо је припадник ОВПМБ Берат Синани (1983) у селу Добросин, општина Бујановац, такође непознато да ли у сукобу са снагама безбедности или у међусобним обрачунима албанских терориста.
13. маја 2001. Жестоки удари терориста уследили су 13. маја. Напад изведен у јутарњим часовима на команду јединице у рејону платоаподно брда Шкоза, успешно је одбијен. Тада је тешко рањен војник Славиша Милић. Четири гелера мине су се задржала у његовом телу, а десетак у панциру. Лекар резервиста се одлично сналазио у тим тренуцима. Успели су да Милићу изваде два гелера приручним болничким средствима.
13. маја 2001. у сукобима са Здруженим снагама безбедности у селу Ораовица, општина Прешево, погинули су терористи Агим Халими (1967) и Шабан Шахини (1975).
14. маја 2001. Планирање операције почело је у 01:00 час, а завршено је у 05:00 часова 14. маја 2001. године. Основна замисао команданта у вези са извођењем ове операције била је: Организовати одбрану државне границе према Републици Македонији и обезбеђење задњег сектора обода "Ц-Исток" КЗБ-а. У садејству са снагама ОГ "Полиција" извршити деблокаду наведене комуникације и не дозволити преливање терориста међусобно и са Косова и Метохије, спречити оружану побуну и појачано обезбедити државну границу према Републици Македонији. Ватрена подршка аутоматским бацачима граната 30 мм. и минобацачима 82 и 120 мм. Ватра је отварана по објектима тт 739, Љоки мал, Кокошарник и Буковац, ван насељених места. У селу <ораовица уништено је 16 бункера. Заплењена је велика количина наоружања, муниције и војне опреме. За уништење бункера после одобрења КФОР-а, употребљено је и тенковско наоружање. Након дејства по објектима тт 739, Љоки мал и Кокошарник, они су поседнути и тиме су створени повољни услови за улазак ЗСБ у јужни део сектора "Б" КЗБ-а. Навођење ватре вршиле су снаге у блокади са брда Шкоза.
14. маја 2001. у току деблокаде села Ораовице од стране Здружених снага безбедности, убијена су петорица терориста ОВПМБ - Бардхил Османи (1972) познат као командант Делта, Митат Муслију (1981), Касриот Арифи (1976), Шабан Укшини (1969) познат као командант Тери, и Сами Укшини (1978). На југословенској страни, рањен је полицајац Небојша Симић.
14. маја 2001. тројица припадника ВЈ рањени су у сукобу са терористима у рејону врха Свети Илија, 6 километара северозападно од Врања, када је минобацачким пројектилом погођено њихово возило. Теже је рањен Славиша Нешовић, а лакше Срђан Крстић и Душан Милић.
15. маја 2001. Операција је трајала релативно дуго и неколико пута прекидана преговорима и роковима за повлачење цивилног становништва и предају оружја тј. терориста.
15. маја 2001. Око 20 часова, 15. маја, код млина су се спојиле јединице ЗСБ које су наступале правцима из Прешева. Терористичке групе повлачећи се панично у КЗБ и према косову и Метохији моторно возило - џип са наоружањем и муницијом гурнули су у Ораовичко језеро. Део наоружања понели су са собом, део сакрили у КЗБ-у, део пренели у Македонију, а део предали КФОР - у на Косову и Метохији. Велики део терориста је ухваћен на граници Косова и Метохије, а известан број је скинуо униформе и предали се ЗСБ-у (амнестирани су).
17. маја 2001. око 15.30 часова у нападу албанских терориста из ручних бацача и пешадијског наоружања, из заседе, на возило Војске Југославије на сеоском путу код села Равно Бучје, недалеко од висова Свети Илија и Дуги Рид, општина Бујановац, погинуо је војник ВЈ Велиша Кијановић (1970), тешко је рањен Ђурко Бојовић (1958) који је од последица повреда преминуо око 23.00 сата на ВМА у Београду, а лакше су рањени Зоран Стојановић, Предраг Чучковић, Славољуб Јововић и Његош Јашовић.
Извесно је да је напад извела тзв. Чарска група ОВПМБ под комадом Мухамеда Џемаиљија званог Рабељи, која је у претходном периоду извела више од 30 напада на снаге безбедности на стратешки важном врху Свети Илија. Напад је вероватно уследио као Џемаиљијев одговор на процес демилитаризације који је почео у селима Лучани и Турија, што је договорено од стране српских и албанских преговарача 12. маја, чему се Џемаиљи изузетно противио. Он је три недеље раније изјавио да не прихвата одлуке Главног штаба ОВПМБ из Кончуља, јер су продали интересе албанског народа у Прешевској долини.
До 17. маја 2001. Здруженим снагама безбедности се предало 108 терориста који су прихватили позив о предаји наоружања у замену за амнестију, док се снагама КФОР-а предало 125 терориста. Амнестирани су сви припадници ОВПМБ који су положили оружје и за које је утврђено да нису починили злочине.
18. маја 2001. КФОР-у су се добровољно предала 44 припадника ОВПМБ.
21. маја 2001. Командант ОВПМБ Шефкет Муслију у Кончуљу је потписао декларацију о демобилизацији, демилитаризацији и расформирању ОВПМБ до 31. маја, чиме је загарантовао безбедан и миран улазак ВЈ у сектор Б Копнене зоне безбедности. Декларацију је потписао и шеф Канцеларије НАТО-а у Србији Шон Саливан. Специјални изасланик генералног секретара НАТО-а Питер Фејт честитао је Владама СРЈ и Србије на постигнутим резултатима у процесу мирног решења конфликта на југу Србије.
21. маја 2001. КФОР-у се предало још 43 припадника ОВПМБ, припадника Чарске групе. Исте вечери припадници Здружених снага безбедности ухапсили су Мухамеда Џемаиљија, најмилитантнијег албанског екстремисту и команданта Чарске групе.
24. маја 2001. током запоседања зоне север сектора Б, током размене ватре између ВЈ и ОВПМБ, погинуо је командант терориста бујановачког сектора Ридван Ћазими (1964), у рејону брда Гури Гат (Црни Камен) код Великог Трновца. Сукоб је трајао од 11.30 до 15.00 часова. Ћазими се налазио у заклону са још тројицом екстремиста и када је устао и пошао ка свом џипу погођен је у главу снајперским хицем. Након погибије Ћазимија, по југу Србије су почеле да круже разне приче, од тога да је погинуо у сукобу зараћених фракција ОВПМБ око поделе преосталог плена, да су га убили екстремисти незадовољни због предаје и краја сукоба, до тога да је побегао на Косово, па у Албанију. На конференцији за новинаре Небојша Човић је демантовао информацију да је са Ћазимијем у том тренутку био и Шон Саливан, и отклонио је сумње око судбине Ридвана Ћазимија рекавши да је погинуо у сукобу са снагама безбедности. Ево шта је том приликом саопштио:
Сада могу прецизно да кажем да је то - несрећан случај, један од таквих какви се могу очекивати у сличним приликама. На ивици сектора који је требало да покријемо налази се једно брдо - кота 701 - непосредно изнад Великог Трновца. Наша војска је имала задатак да запоседне то брдо, али је тамо наишла на праву подземну касарну. Ту их је сачекало петнаестак екстремиста који су разменили ватру с нашом војском и кренули лагано да се повлаче. Све је почело да се догађа у четвртак, 24. маја око 11.30. Леши, који је био испод брда у Великом Трновцу, чуо је пуцњаву, а јављено му је и да су наводно два детета нестала. Он је сео у џип с још три пратиоца и дошао на коту 701. Кад се џип горе појавио, наша војска је отворила ватру и они су залегли у заклон, а Леши је потом покушао да се врати до џипа и у трећем или четвртом покушају стигао је до џипа, али је смртно погођен. То је цела истина о овом случају, нема никаквог атентата, заседе. Исте вечери посматрачи ЕУ однели су његово тело. То би изазвало велике последице да је постојала намера и да је реч о некој заседи. Али, нажалост, у таквим околностима где људи витлају оружјем и оружјем покушавају да дођу до одређених позиција - нормално је да се и тако нешто деси. Истичем, мада ће то бити необично за нашу јавност, али да је он доста учинио да дођемо до мирног решења, разоружао је албанске екстремисте и одузео им муницију. Без обзира на све у претходном периоду, мислим да је имао разума да се упусти ка постизању мирног решења.''
24. маја 2001. двадесет припадника ОВПМБ, међу којима и један од команданта бујановачког сектора и један од оснивача ОВПМБ, Сами Хаџију, предали су се КФОР-у у близини Добросина. Портпарол КФОР-а Рој Браун рекао је да се до сада предало 454 припадника ОВПМБ и да су сви ослобођени, пошто није утврђено да је неко од њих починио тешко кривично дело.
26. маја 2001. командант Главног штаба ОВПМБ Шефкет Муслију предао се КФОР-у заједно са политичким представником ОВПМБ Јонузом Муслијуом, изјавивши да је време да се заустави рат. Пошто су изјавили да се одричу борбе, КФОР их је ослободио.
31. маја 2001. Војска Југославије је извршила последњу операцију током запоседања КЗБ, уласком у зону Б центар. Повратком припадника ВЈ у централни део сектора повраћен је суверенитет над тим делом територије СРЈ, а цела акција је завршена до 12.00 часова, када су српске снаге безбедности изашле на административну линију са Косовом. Приликом операције није било сукоба нити провокација од стране терориста или албанских цивила. Уласком Здружених снага безбедности у зону Б центар поново је успостављена контрола над целокупном Копненом зоном безбедности, чиме су завршени сукоби на југу Србије 1999-2001.

## Након сукоба
Сви припадници ОВПМБ који су се предали и положили оружје су амнестирани на основу Човићевог плана. Велики део бораца се придружио ОНА која је водила сукобе са македонским снагама. Такође, забележен је још један терористички напад на југу Србије у коме су убијена 2 полицајца.
Наиме, 3. августа 2001. иако су сукоби завршени а терористи разоружани крајем маја, догодио се терористички напад на патролу полиције у селу Муховац, општина Бујановац, око 22.15 часова. Том приликом од стране мање групе албанских терориста, највероватније новоформиране Ослободилачке војске Источног Косова или остатака тзв. Чарске групе ОВПМБ, убијени су полицајци Драган Брчаревић (1972) и Миодраг Младеновић (1969). Они су иначе у саставу републичког МУП-а више пута боравили на Космету и југу Србије у току сукоба, а убијени су док су седели испред шатора у коме су били стационирани. Теже је рањен Ивица Радановић, а лакше Дејан Бакаловић. Група ових полицајаца требало је да се врати кући у Кладово 4. августа, после 19 дана проведених на задатку у Прешевској долини.